# Morti nel 2018/Giugno
| Questa pagina contiene informazioni ricavate automaticamente dalle voci biografiche con l'ausilio del template Bio e di un bot. L'aggiornamento è periodico e automatico e ricostruisce completamente la pagina. Se manca una persona in questa lista, sei pregato di non aggiungerla, ma accertati piuttosto che la sua voce biografica contenga il template Bio e che i dati anagrafici siano correttamente compilati. Se il template Bio manca, inseriscilo tu stesso o, in alternativa, metti l'avviso {{tmp\|Bio}} che ne segnala la mancanza. Se i dati riportati sono sbagliati, correggi direttamente la voce biografica; le modifiche saranno visibili in questa lista entro pochi giorni. Per chiarimenti vedi il progetto biografie. La lista contiene solo le 165 persone che sono citate nell'enciclopedia e per le quali è stato implementato correttamente il template Bio. Pagina aggiornata al 2 ago 2025. |

- 1º giugno - Bob Clotworthy, tuffatore statunitense (n. 1931)
- 1º giugno - André Desvages, ciclista su strada e dirigente sportivo francese (n. 1944)
- 1º giugno - Giovanni Di Veroli, calciatore italiano (n. 1932)
- 1º giugno - Walter Eich, calciatore e allenatore di calcio svizzero (n. 1925)
- 1º giugno - Giancarlo Ghirardi, fisico italiano (n. 1935)
- 1º giugno - John Julius Norwich, storico e personaggio televisivo britannico (n. 1929)
- 1º giugno - Carlo Peretti, pallanuotista italiano (n. 1930)
- 1º giugno - Alejandro Peñaranda, calciatore colombiano (n. 1993)
- 1º giugno - William Phipps, attore statunitense (n. 1922)
- 1º giugno - Joe Pitman, sollevatore statunitense (n. 1924)
- 2 giugno - Paul Delos Boyer, biochimico statunitense (n. 1918)
- 2 giugno - Giampiero Convalle, calciatore italiano (n. 1937)
- 2 giugno - Irenäus Eibl-Eibesfeldt, etologo austriaco (n. 1928)
- 2 giugno - Romano Forin, calciatore italiano (n. 1936)
- 2 giugno - Wanda Lattes, giornalista e scrittrice italiana (n. 1922)
- 2 giugno - Vincenzo Laveneziana, calciatore italiano (n. 1958)
- 2 giugno - Carlos Peruena, calciatore uruguaiano (n. 1955)
- 2 giugno - Emil Wolf, fisico ceco (n. 1922)
- 3 giugno - Alessandra Appiano, scrittrice, giornalista e autrice televisiva italiana (n. 1959)
- 3 giugno - Frank Carlucci, politico e militare statunitense (n. 1930)
- 3 giugno - Johnnie Keyes, attore pornografico statunitense (n. 1940)
- 3 giugno - Miguel Obando Y Bravo, cardinale e arcivescovo cattolico nicaraguense (n. 1926)
- 3 giugno - Mario Toros, sindacalista e politico italiano (n. 1922)
- 4 giugno - Dwight Clark, giocatore di football americano statunitense (n. 1957)
- 4 giugno - C.M. Newton, allenatore di pallacanestro, cestista e giocatore di baseball statunitense (n. 1930)
- 5 giugno - Yoshiaki Arata, fisico giapponese (n. 1924)
- 5 giugno - Jānis Bojārs, pesista sovietico (n. 1956)
- 5 giugno - Pierre Carniti, sindacalista e politico italiano (n. 1936)
- 5 giugno - Daša Drndić, scrittrice croata (n. 1946)
- 5 giugno - Arīs Raftopoulos, cestista e allenatore di pallacanestro greco (n. 1951)
- 5 giugno - Kate Spade, stilista e imprenditrice statunitense (n. 1962)
- 6 giugno - Luigi Campanella, lottatore e partigiano italiano (n. 1918)
- 6 giugno - Mateja Matevski, poeta, critico letterario e saggista macedone (n. 1929)
- 6 giugno - Kira Muratova, regista cinematografica e sceneggiatrice moldava (n. 1934)
- 6 giugno - Ralph Santolla, chitarrista statunitense (n. 1966)
- 6 giugno - Mary Wilson, baronessa Wilson di Rievaulx, poetessa inglese (n. 1916)
- 6 giugno - Inés Zorreguieta, politica argentina (n. 1984)
- 7 giugno - Irene Galter, attrice italiana (n. 1931)
- 7 giugno - Arie den Hartog, ciclista su strada olandese (n. 1941)
- 7 giugno - Erwin Mueller, cestista statunitense (n. 1944)
- 7 giugno - Francis Smerecki, calciatore e allenatore di calcio francese (n. 1949)
- 8 giugno - Anthony Bourdain, cuoco, gastronomo e scrittore statunitense (n. 1956)
- 8 giugno - Maria Bueno, tennista brasiliana (n. 1939)
- 8 giugno - Mark Buntzman, regista, sceneggiatore e attore statunitense (n. 1949)
- 8 giugno - Andrea Chiarotti, hockeista su slittino, hockeista su ghiaccio e allenatore di hockey su ghiaccio italiano (n. 1966)
- 8 giugno - Eunice Gayson, attrice britannica (n. 1928)
- 8 giugno - Danny Kirwan, chitarrista e cantante britannico (n. 1950)
- 8 giugno - Gino Santercole, cantautore, compositore e attore italiano (n. 1940)
- 9 giugno - Sergio Barilari, rugbista a 15 e allenatore di rugby a 15 italiano (n. 1924)
- 9 giugno - Martin Birrane, imprenditore irlandese (n. 1935)
- 9 giugno - Françoise Bonnot, montatrice francese (n. 1939)
- 9 giugno - Hala bint D'aij Al Khalifa, nobildonna bahreinita
- 9 giugno - Reinhard Hardegen, militare e politico tedesco (n. 1913)
- 9 giugno - Wolfang Schwarz, allenatore di calcio e calciatore austriaco (n. 1952)
- 9 giugno - Romeo Tigliani, hockeista su ghiaccio italiano (n. 1946)
- 9 giugno - Fadil Vokrri, dirigente sportivo e calciatore kosovaro (n. 1960)
- 10 giugno - Stan Anderson, calciatore e allenatore di calcio inglese (n. 1933)
- 10 giugno - Óscar Furlong, cestista, tennista e allenatore di tennis argentino (n. 1927)
- 10 giugno - Rumen Petkov, animatore e fumettista bulgaro (n. 1948)
- 10 giugno - Elio Silvestri, artista italiano (n. 1932)
- 10 giugno - Silvio Tongiani, politico italiano (n. 1931)
- 11 giugno - Giuseppe Bussi, calciatore e allenatore di calcio italiano (n. 1921)
- 11 giugno - Giacomo Pezzotta, politico italiano (n. 1922)
- 11 giugno - Franco Rossetti, critico cinematografico, sceneggiatore e produttore cinematografico italiano (n. 1930)
- 12 giugno - Bonaldo Giaiotti, basso italiano (n. 1932)
- 12 giugno - Jon Hiseman, batterista britannico (n. 1944)
- 12 giugno - José Carlos Bernardo, calciatore brasiliano (n. 1945)
- 12 giugno - Renato Vrbičić, pallanuotista croato (n. 1970)
- 13 giugno - Benedetto Cottone, politico italiano (n. 1917)
- 13 giugno - Emilio De Rose, politico e medico italiano (n. 1939)
- 13 giugno - Anne Donovan, cestista e allenatrice di pallacanestro statunitense (n. 1961)
- 13 giugno - D. J. Fontana, musicista statunitense (n. 1931)
- 13 giugno - Ilija Lukić, allenatore di calcio e calciatore jugoslavo (n. 1942)
- 13 giugno - Ronald I. Meshbesher, avvocato e giurista statunitense (n. 1933)
- 13 giugno - Charles Vinci, sollevatore statunitense (n. 1933)
- 14 giugno - Mario Cavatore, scrittore italiano (n. 1946)
- 14 giugno - Stanislav Govoruchin, attore e regista russo (n. 1936)
- 14 giugno - Errol Pickford, danzatore australiano (n. 1966)
- 14 giugno - Ettore Romoli, politico italiano (n. 1938)
- 15 giugno - Nick Knox, batterista statunitense (n. 1958)
- 15 giugno - Matt Murphy, chitarrista statunitense (n. 1929)
- 16 giugno - Clara Auteri, attrice italiana (n. 1918)
- 16 giugno - Antonio Giuliano, archeologo italiano (n. 1930)
- 16 giugno - Josef Kates, ingegnere austriaco (n. 1921)
- 16 giugno - Lowery Kirk, cestista statunitense (n. 1938)
- 16 giugno - Guido Martufi, attore italiano (n. 1940)
- 16 giugno - Don Ritchie, ultramaratoneta britannico (n. 1944)
- 16 giugno - Álvaro Rodríguez Ros, calciatore e allenatore di calcio spagnolo (n. 1936)
- 16 giugno - Gennadij Nikolaevič Roždestvenskij, direttore d'orchestra e compositore russo (n. 1931)
- 17 giugno - Remo Segnana, politico italiano (n. 1925)
- 17 giugno - Franco Zurlo, pugile italiano (n. 1940)
- 18 giugno - Walter Bahr, calciatore e allenatore di calcio statunitense (n. 1927)
- 18 giugno - Big Van Vader, wrestler statunitense (n. 1955)
- 18 giugno - Zinaida Kobzeva, cestista sovietica (n. 1946)
- 18 giugno - Erich Kostner, dirigente sportivo italiano (n. 1921)
- 18 giugno - Kōstas Politīs, cestista e allenatore di pallacanestro greco (n. 1942)
- 18 giugno - Maria Rohm, attrice austriaca (n. 1945)
- 18 giugno - Antonio Soncini, calciatore e allenatore di calcio italiano (n. 1938)
- 18 giugno - XXXTentacion, rapper e cantautore statunitense (n. 1998)
- 19 giugno - Andrea Barro, ciclista su strada italiano (n. 1931)
- 19 giugno - Stanley Cavell, filosofo statunitense (n. 1926)
- 19 giugno - Elisabetta di Danimarca, principessa danese (n. 1935)
- 19 giugno - Sergio Gonella, arbitro di calcio italiano (n. 1933)
- 19 giugno - Bill Kenville, cestista statunitense (n. 1930)
- 19 giugno - Magalì Vettorazzo, multiplista, ostacolista e lunghista italiana (n. 1942)
- 20 giugno - Robert Gilpin, politologo statunitense (n. 1930)
- 20 giugno - Ernie Hunt, calciatore inglese (n. 1943)
- 20 giugno - Peter Thomson, golfista australiano (n. 1929)
- 21 giugno - Carlo Bernardini, fisico e divulgatore scientifico italiano (n. 1930)
- 21 giugno - Hugo Tristram Engelhardt, filosofo, biologo e medico statunitense (n. 1941)
- 21 giugno - Charles Krauthammer, giornalista e psichiatra statunitense (n. 1950)
- 21 giugno - Felicia Langer, avvocato e scrittrice tedesca (n. 1930)
- 21 giugno - Armando Merodio, calciatore spagnolo (n. 1935)
- 21 giugno - Virgil Nestorescu, compositore di scacchi rumeno (n. 1929)
- 22 giugno - Vinnie Paul, batterista statunitense (n. 1964)
- 22 giugno - Dick Leitsch, attivista statunitense (n. 1935)
- 22 giugno - Geoffrey Oryema, musicista e cantante ugandese (n. 1953)
- 22 giugno - Waldir Pires, politico brasiliano (n. 1926)
- 23 giugno - Alberto Fouillioux, calciatore cileno (n. 1940)
- 23 giugno - Kim Jong-pil, politico e militare sudcoreano (n. 1926)
- 23 giugno - Mario Santi, politico italiano (n. 1924)
- 23 giugno - Edu del Prado, attore, ballerino e cantante spagnolo (n. 1977)
- 24 giugno - Stanley Anderson, attore statunitense (n. 1939)
- 24 giugno - Benito Artesi, attore italiano (n. 1938)
- 24 giugno - Francesco Forleo, poliziotto, militare e politico italiano (n. 1941)
- 24 giugno - Josip Pirmajer, calciatore jugoslavo (n. 1944)
- 24 giugno - Adriano Tedoldi, calciatore italiano (n. 1952)
- 25 giugno - Angelo Compagnoni, politico e sindacalista italiano (n. 1921)
- 25 giugno - Elena Benedetta Croce, psicoanalista italiana (n. 1926)
- 25 giugno - Eugenio Fizzotti, presbitero italiano (n. 1946)
- 26 giugno - Jacques Madubost, altista francese (n. 1944)
- 26 giugno - Henri Namphy, politico e generale haitiano (n. 1932)
- 26 giugno - Paola Paternoster, discobola, giavellottista e pesista italiana (n. 1935)
- 26 giugno - Daniel Pilon, attore canadese (n. 1940)
- 26 giugno - Jennifer Welles, attrice pornografica e attrice cinematografica statunitense (n. 1937)
- 27 giugno - Ahron Daum, rabbino israeliano (n. 1951)
- 27 giugno - Steve Ditko, fumettista statunitense (n. 1927)
- 27 giugno - John Dunn, programmatore, compositore e artista statunitense (n. 1943)
- 27 giugno - Raffaele Farigu, politico italiano (n. 1934)
- 27 giugno - Joe Jackson, dirigente d'azienda, musicista e chitarrista statunitense (n. 1928)
- 27 giugno - Domenico La Forgia, calciatore italiano (n. 1928)
- 27 giugno - Egil Olsen, calciatore norvegese (n. 1948)
- 27 giugno - Steven Hilliard Stern, regista televisivo, regista cinematografico e produttore cinematografico canadese (n. 1937)
- 28 giugno - Goran Bunjevčević, calciatore serbo (n. 1973)
- 28 giugno - Miguel Câmara Filho, arcivescovo cattolico brasiliano (n. 1925)
- 28 giugno - Harlan Ellison, scrittore statunitense (n. 1934)
- 28 giugno - Domenico Losurdo, storico della filosofia italiano (n. 1941)
- 28 giugno - Christine Nöstlinger, scrittrice e illustratrice austriaca (n. 1936)
- 28 giugno - Aldo Loris Rossi, architetto italiano (n. 1933)
- 29 giugno - Matt Cappotelli, wrestler statunitense (n. 1979)
- 29 giugno - Arvid Carlsson, medico e neuroscienziato svedese (n. 1923)
- 29 giugno - Giuseppe Rocco Favale, vescovo cattolico italiano (n. 1935)
- 29 giugno - Catherine Gillies, criminale statunitense (n. 1949)
- 29 giugno - Liliane Montevecchi, attrice, ballerina e cantante francese (n. 1932)
- 29 giugno - Derrick O'Connor, attore irlandese (n. 1941)
- 29 giugno - Enrico Scaravelli, poeta e drammaturgo italiano (n. 1928)
- 29 giugno - Irena Szewińska, velocista, lunghista e dirigente sportiva polacca (n. 1946)
- 29 giugno - Omar Vergara, schermidore argentino (n. 1943)
- 29 giugno - Wolf Werner, allenatore di calcio e calciatore tedesco (n. 1942)
- 30 giugno - Nino Assirelli, ciclista su strada italiano (n. 1925)
- 30 giugno - Claudio Desderi, baritono, direttore d'orchestra e direttore artistico italiano (n. 1943)
- 30 giugno - Juraj Halenár, calciatore slovacco (n. 1983)
- 30 giugno - Antonella Rebuzzi, politica italiana (n. 1954)
- 30 giugno - Fuat Sezgin, orientalista turco (n. 1924)
- 30 giugno - José Antonio Zaldúa, calciatore spagnolo (n. 1941)